# Eleckij rajon
L'Eleckij rajon (in russo Елецкий район?) è un rajon dell'Oblast' di Lipeck, nella Russia europea; il capoluogo è Elec. Istituito nel 1928, ricopre una superficie di 1.185 chilometri quadrati.